# Fachsimpelei
Als Fachsimpelei (studentensprachliche Bildung aus dem 19. Jahrhundert zu (ver)simpeln für ‚einfältig werden‘) bezeichnet man ein lockeres, informelles Fachgespräch. 
Die Fachsimpelei dient nicht in erster Linie der Lösung einer bestimmten Aufgabe in einem Lern- oder Arbeitsprozess, sondern hat oft auch – neben dem fachlichen Aspekt – eine soziale Funktion. Durch die gemeinsame Vertrautheit mit den jeweiligen Fachbegriffen und typischen Problemen ermöglicht sie ein angeregtes Gespräch auch unter Fremden, ohne die Privatsphäre zu berühren. Gleichzeitig schließt sie Fachfremde weitgehend aus dem Gespräch aus. Es gilt darum als unhöflich zu fachsimpeln, wenn andere Gesprächsteilnehmer dem Gespräch erkennbar nicht folgen können oder das Thema uninteressant finden.
Personen, die einem bestimmten Fachgebiet nichts abgewinnen können und die einschlägigen Fachtermini als Fachchinesisch betrachten, neigen dazu, jedes Gespräch über dieses Fachgebiet umgangssprachlich und abwertend als Fachsimpelei zu bezeichnen.